# 見田石介
見田 石介（みた せきすけ、1906年4月23日 - 1975年8月9日）は、日本の哲学者・マルクス主義経済学者・ヘーゲル研究者。旧姓は甘粕、筆名「佐竹 恒有」、「瀬木 健」。

## 経歴
1906年、島根県津和野生まれ。1923年3月県立富山中学校4学年修了。1927年3月旧制第四高等学校理科卒業。1930年京都帝国大学文学部哲学科卒業。波多野精一に師事し、ヘーゲルの歴史哲学を研究した。
1930年4月に同大学大学院に進学し、同時に平安女学院講師に就職するが、1931年3月に大学院を退学。同年4月に平安女学院講師も退職する。1932年10月に創立された唯物論研究会に11月に参加。1933年機関誌『唯物論研究』に執筆開始。1934年『ヘーゲル哲學への道』を、1935年『唯物論全書 藝術論』を刊行した。しかし、1940年1月に唯物論研究会に関連して検挙される。同年11月起訴猶予で釈放。1941年日本大学予科教授、1947年4月に同学を退職。唯物論研究会会員。元民主主義科学者協会幹事。同年民主主義科学者協会哲学部会機関誌『理論』の編集代表者となり1950年6月まで継続させる。『理論』編集に専念する。
1951年4月より愛知大学教授、1952年5月同学を退職し、大阪市立大学講師に就任。1961年10月より大阪市立大学教授、1970年3月同学を定年退官。1971年3月日本福祉大学教授に就任。この間1968年4月より1969年3月まで大阪市立大学経済研究会会長。また、1973年12月からは雑誌『唯物論』編集委員会の顧問をつとめた。
門下に上野俊樹、林直道などがいる。
1975年8月9日、関西勤労者教育協会による「哲学ゼミナール」に出講、帰宅後急逝した。死因は心筋梗塞。69歳没。

## 家族・親族
1933年の結婚より妻の姓を名乗る。
- 従兄：甘粕重太郎 - 父の兄の子
- 従兄：憲兵大尉甘粕正彦。父の弟の子。正彦の弟に三菱信託銀行社長・会長の甘粕二郎、陸軍中佐の甘粕三郎。
- 子：見田宗介（真木悠介）は社会学者。
- 孫：見田竜介は漫画家。

## 思想

### 唯物論
小林多喜二の「一九二八年三月一五日」を読んで、唯物論が人間の魂の内部に滲透することを悟り唯物論者になる。
1933年から1938年までの『唯物論研究』および後続誌『学藝』への甘粕石介名での執筆は、「ヘーゲル哲学の環境」、「天才と社会」、「美学か芸術学かー城北氏へのお答へー」、翻訳：ヘーゲル「文学[詩]の本質」、書評：守田正義著『音楽論』、「芸術の写実について」の6編。唯物論研究会の執筆陣の中では、専門範囲を定めて活躍している。一方、同じ誌上には筆名瀬木健での執筆もあって、内容が多岐にわたっている。唯物論全書作成にも参加し、戸坂潤らを中心とした初期の唯物論研究会による集団学習方式のさまざまな実践を体現している。
戦後約十年の間は、戸坂没後の時代にあって弁証法、唯物論の普及啓発に尽くした。ヘーゲルの所論、肯定論、反対論を精査吟味し、残すべき中核となる理念を抽出するという学習者、解釈者の態度を貫きつつ、最初機関誌編集者の立場から、1951年からは大学教授の立場から啓発活動を継続した。民主主義科学者協会員としては、哲学部会の活動を牽引、「民主主義哲学」の構築を志した。
1956年頃、哲学から経済学へと研究領域を移行する。マルクス経済学に関しても所論、肯定反対論の分析を通じ、解釈者兼紹介者の立場をとった。
見田石介の資本論との遭遇
見田石介が資本論と遭遇したのは、1951年に、岡本博之教授の尽力によって、大阪市立大学経済学部講師として赴任し、彼のために新設された経済哲学という科目を担当したのがきっかけである。この点は、見田石介著作集第1巻（1976年10月12日、大月書店、15頁から16頁）に掲載された、彼の弟子の一人たる林直道氏執筆「見田石介氏の学問と生涯」に具体的に記述されている。
林直道氏は、この頃の見田石介の様子を以下のように回想している。
「市大経済学部では見田氏のために「経済哲学」という課目を新設したが、これまで哲学者として通ってきた見田氏が、46歳になってから経済学に転換するために、ひじょうな努力を払ったことは想像にかたくない。文字どおり初心にかえり、熱心に『資本論』や『経済学批判』と格闘し、たくさんのノートをとっていた氏の姿が今も私の目にうかぶ。」

### 弁証法
見田石介は、ヘーゲルとマルクスの研究を通して、弁証法を、思惟、歴史、自然のすべてに通ずる一般的法則だと認識した。
この点は、見田石介著作集第1巻所収「分析的方法とヘーゲルおよびマルクスの弁証法的方法」に続く付録（ヘーゲルとマルクス、1974年10月5日の講演のレジメ全文）の冒頭で以下のように記述されている。
この点は、28歳で最初に上梓した「ヘーゲル哲学への道」では、以下のように記述されている。
付録（ヘーゲルとマルクス、1974年10月5日の講演のレジメ全文）は見田石介著作集編者が見田逝去後遺族の許諾を得て著作集に収録した草稿であり、遺稿である。
科学の発展の歴史を明確に区切る事は出来ないが、見田の脳裏には、これら三つの領域が存在し、弁証法はそれら三つの領域を支配する一般的法則だと認識していた。

## 著作
『唯物論研究』〔復刻版〕別巻1976年、青木書店 なお、同誌には、「現代日本における観念論哲学界鳥瞰図」、「優生学について」、書評：イシチェンコ編『唯物弁証法辞典』、書評：『ソヴェートの教育の全貌』、書評：ピンケウィッチ『教育学概論』、「芸術遺産の摂取」、書評：『ラモオの甥』、書評：ウィットフォーゲル著『市民社会史』、書評：『世界文化』10月号ー現代フランス文化の紹介ー、翻訳：マルセル・プルナン「生物学とマルクス主義」、「評伝の方法についての覚書」、書評：黒田辰男訳編『ゲーテ論攷』、書評：舟木重信著『ゲーテ・ハイネ・現代文芸』、書評：小泉丹著『生物学巡礼』、書評：舟木重信著『ゲーテ人生読本』、「邦人作曲コンクールと独立美術展」、「直接的認識のカテゴリー」の16編が瀬木名で掲載されている。
- 『ヘーゲル哲学への道』1934年、清和書店、のちに再刊1947年、解放社、再々刊1996年、こぶし書店
- 『唯物論全書芸術論』1935年、三笠書房
- 『現代哲学批判』1948年、北隆館 のちに再刊1995年、こぶし書店
- 『藝術学の諸問題』1948年、塙書房
- 『辯證法を學ぶ人のために』1948年、解放社
- 『新しい人間の誕生ー唯物論的人間の把握』1948年、史学社
- 『芸術論』1949年、三笠書房
- 『ヘーゲル─辯証法哲學者としての─』1949年5月30日、解放社
「はしがき」で本人が記述しているように、28歳で上梓した「ヘーゲル哲学への道」の続編に当たり、終戦を跨ぐ15年後の43歳の業績である。
- 『科学論 現代哲学全書12』1958年、青木書店
- 『資本論の方法』1963年7月、弘文堂
- 『宇野理論とマルクス主義経済学』1968年、青木書店
- 『価値および生産価格の研究』1972年4月20日、新日本出版社、当時、見田石介は、日本福祉大学教授だった。
- 『経済学の基礎』1975年、日本福祉大生協
- 『見田石介著作集 全7巻』1976年-1977年刊行、大月書店
  - 『第一巻 ヘーゲル論理学と社会科学』
  - 『第二巻 科学論と弁証法』
  - 『第三巻 資本論の方法Ⅰ』
  - 『第四巻 資本論の方法Ⅱ』
  - 『第五巻 マルクス主義経済学の研究』
  - 『第六巻 現代イデオロギー論』
  - 『補巻 ヘーゲル哲学への道、芸術論』
- 『ヘーゲル大論理学研究 全3巻』1979-1980年刊行、大月書店
  - 『第一巻 「序論（論理学の一般的概念、論理学の一般的区分）」』 - 内容 「第一部 有論 第一編 質（規定性）」
  - 『第二巻 「本質論 第一編 （自己反省における反省としての本質）」』
  - 『第三巻 「第二部 本質論（続き）第二編 現象、第三編 現実性」』

### 翻訳
- ヘーゲル『美学体系(1)ヘーゲル美学の弁証法』1932年、春陽堂
- ゴールトン『天才と遺伝』上・下 1935年、岩波書店
- クーノー・フイシャー『ヘーゲル傳』1935年10月15日、三笠書房、Kuno Fischer（1824─1907）、Geschichte der neueren Philosophie ヘーゲルの巻における「伝記、著作」の部分の訳。訳者はしがきをhttp://hyonmoku58.blog.fc2.com/blog-entry-3460.htmlに掲載したので参考にして頂きたい。
- ディルタイ『青年時代のヘーゲル』1938年5月17日、三笠書房、Wilhelm Dilthey（1833－1911）"Die Jugendgeschichte Hegels"、のちに名著刊行会より1976年9月15日に再刊。
- ヘーゲル『美学講義』1・2 1949年、1950年、北隆館

### 雑誌論文
- 「ヘーゲルと浪漫主義」『思想』第145號 1934年